# Royal Bank of Scotland Group
Royal Bank of Scotland Group (RBS) este o companie de servicii financiare britanică, listată pe London Stock Exchange. Grupul financiar este prezent la nivel internațional, în Europa, Asia și America de Nord.
RBS este a doua mare bancă din Marea Britanie.
În data de 8 octombrie 2007, Royal Bank of Scotland Group, Banco Santander Central Hispano și Fortis, au anunțat că oferta lor pentru 86% din acțiunile ABN AMRO a fost acceptată, astfel având loc cea mai mare achiziție bancară din istorie (70 miliarde Euro).
În urma acesteia, Fortis obține operațiile ABN AMRO din Belgia și Olanda, Banco Santander Central Hispano obține diviziile din America de Sud, iar Royal Bank of Scotland Group obține restul diviziilor din Asia și Europa, inclusiv pe cea din România și divizia de wholesale banking.
În luna mai 2008, acționarii băncii au aprobat o majorare de capital de 12 miliarde lire sterline (15 miliarde Euro), care va fi cea mai mare din istoria regatului.
RBS a înregistrat, în anul 2008, o pierdere de 24,1 miliarde lire sterline (26,7 miliarde euro), cea mai mare din istoria băncii și din istoria corporatistă britanică.
Tot în 2008, în octombrie, banca a primit o injecție de capital de 20 miliarde GBP de la statul englez care a devenit astfel acționar majoritar cu 68%.
De asemenea, banca a anunțat că va depune active în valoare de 325 miliarde lire sterline într-o schemă guvernamentală de asigurări.
În martie 2009, reprezentanții băncii au recunoscut că au depus cel puțin 25 miliarde lire sterline într-o schemă internațională complexă de evitare a taxelor, în timpul perioadei de glorie, afectând cu peste 500 milioane lire sterline veniturile Trezoreriei Marii Britanii și Statelor Unite.
În 2011, RBS România  a fost într-un proces de vânzare, tranzacție care nu s-a finalizat.
Număr de angajați în anul 2007: 226.400
Cifra de afaceri în anul 2007: 31 miliarde GBP
Venit Net:
- 2008: -24,1 miliarde GBP (pierdere)[7]
- 2007: 7,3 miliarde GBP[10]